# 데이던보이스역
데이던보이스(영어: Theydon Bois, /ˌθeɪdən ˈbɔɪz/, /-ˈbɔɪs/)역은 잉글랜드 에식스주 데이던보이스에 위치한 런던 지하철의 역이다. 센트럴선이 운행하며 데브던과 에핑 사이에 있다. 런던 요금 6구역에 속한다.

## 역사
이 역은 1865년 4월 24일 그레이트 이스턴 철도(GER)에 의해 테이던(Theydon)역으로 개장되었으나, 같은 해 12월에 현재의 이름으로 개칭되었다. 1923년에 런던 & 노스이스턴 철도(LNER)의 일부가 되었다. 리버풀 스트리트행 '밀크 트레인(Milk train)'는 레이턴에서 스트랫포드로 가는 지하도가 건설되기 전까지 시간표의 정규 기능이었다.
1935년부터 1940년까지 뉴웍스 프로그램(New Works Programme)의 일환으로 LNER 지선은 런던 지하철로 이전되어 센트럴선의 동쪽 연장선의 일부가 되었다.
2015년, 지역 단체의 지지로 80개의 공간을 가진 통근 주차장이 역에 인접한 부지에 건설되기 전에 계획 허가를 받았다.

## 현황
이 역은 지하철에서 직원이 상주하는 매표소 없이 운영된 최초의 역 중 하나였다.

## 인접정차역
| 센트럴선                                      | 센트럴선             | 센트럴선 |
| --------------------------------------------- | -------------------- | -------- |
| 데브던 일링 브로드웨이 / 웨스트 루이슬립 방면 | 센트럴선 (에핑 지선) | 에핑     |